# Algemene Bessarabische tentoonstelling
De algemene Bessarabische tentoonstelling van Chisinau in 1925 was een belangrijke gebeurtenis in het sociaal, economische en culturele leven van Bessarabië (ruwweg het huidige Moldavië).
Men besloot tot een tentoonstelling om daarmee de verbetering van de lokale wijze van landbouw te stimuleren. Daarnaast wilde men door deze tentoonstelling ook nieuwe markten aanboren voor Bessarabische landbouwproducten. Sinds Bessarabië zich in 1917 van Rusland had losgeweekt, was Rusland als oude afzetmarkt namelijk niet meer toegankelijk.
De tentoonstelling vond plaats van 17 augustus tot 15 oktober. Hij werd officieel geopend op 8 september, in de aanwezigheid van koning Ferdinand I en zijn vrouw, premier Brătianu, verschillende overheidsfunctionarissen en afgevaardigden uit Bessarabische steden en dorpen.
De tentoonstelling werd gehouden in het voormalige parlementsgebouw van de Democratische Republiek Moldavië en de omgeving ervan, waar vele paviljoenen werden gebouwd. De tentoonstelling bestond uit 21 secties die de lokale traditionele cultuur van het gebied weergaven.

## Secties
Op de begane grond van het parlementsgebouw was een landbouwtentoonstelling, waar landbouwcoöperaties zich in drie ruimten presenteerden. Op de bovenste verdieping brachten lokale en buitenlandse bedrijven hun waar aan de man. Achter het gebouw bevond zich een paviljoen met eetgelegenheden en vermaak. Op de helling die liep van het gebouw naar het meer was een park aangelegd met watervallen, waarop verschillende paviljoenen met voedsel, textiel, juwelen en muziekinstrumenten waren geplaatst.
Ook de ontwikkelingen in de tuin- en wijnbouw werden gepresenteerd. Verschillende druivensoorten uit Costiujeni, Petroasa, Cetatea Alba en andere streken werden gepresenteerd, samen met de daarmee geproduceerde wijn.
De toegangspoort tot de tentoonstelling, die 's nachts sfeervol verlicht werd, bevond zich aan de huidige S. Lazo-straat. Naast de ingang bevond zich het perspaviljoen, waar een grote wereldbol naast gebouwd was. Hier in de buurt bevonden zich ook paviljoenen met betrekking tot de metaalkunde, tabaksindustrie, bijenteelt en zijdeproductie.
Langs de Viilor-straat (de huidige A. Mateevici-straat), bevonden zich kleine winkeltjes vol huishoudelijke artikelen, glaswerk en keramiek.
Het wetenschappelijk deel van de tentoonstelling bevond zich in de galerij van het Nationale Museum Chisinau (het huidige Nationale Museum van Etnografie en Natuurhistorie). Vlak bij het museum werd een tweede, houten toegangspoort gebouwd, die het museum verbond met de andere tentoonstellingspaviljoens.